# Снодграсс, Роберт Эванс
Роберт Эванс Снодграсс (5 июля 1875, Сент-Луис — 4 сентября 1962) — американский энтомолог. Внёс значительный вклад в изучение морфологии, анатомии, эволюции и метаморфоза членистоногих. Автор 76 научных статей и 6 книг. Наиболее значимые и известные его работы — труд «Insects, Their Ways and Means of Living» (1930) и книга «The Principles of Insect Morphology» (1935).

## Биография
Родился в Сент-Луисе, штат Миссури. Был старшим из трёх детей в семье. Затем они несколько раз переезжали.

## Награды
В 1961 получил медаль Джозефа Лейди (англ. Leidy Award).